# Major League Baseball Most Valuable Player Award

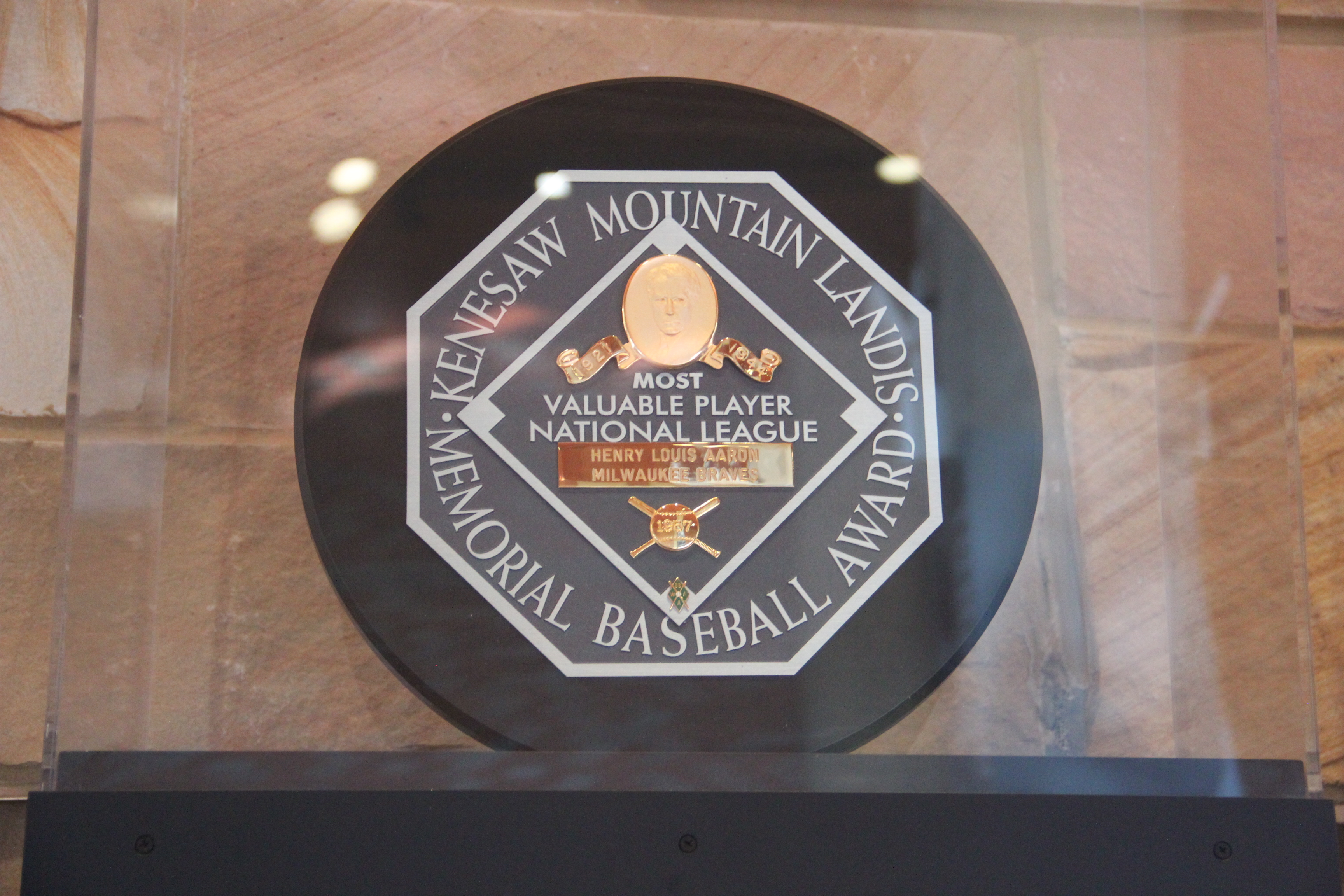
L'MVP award, assegnato ad Hank Aaron nel 1957.

Il Major League Baseball Most Valuable Player Award (meglio noto come MVP award) è un premio annuale che viene consegnato al miglior giocatore di ciascuna delle due leghe della Major League Baseball (MLB), l'American League e la National League. A partire dal 1931, il premio viene assegnato dalla Baseball Writers' Association of America (BBWAA). I vincitori ricevono il Kenesaw Mountain Landis Memorial Baseball Award, divenuto il nome ufficiale del premio 1944, in onore del primo Commissioner della MLB, guidò la lega dal 1920 fino alla sua morte il 25 novembre 1944.
Le votazioni per il titolo di MVP hanno luogo prima dell'inizio dei playoff ma i risultati vengono annunciati al termine delle World Series. La BBWAA iniziò raccogliendo i voti di tre scrittori per ogni lega nel 1938, riducendo il numero a due nel 1961. La BBWAA non offre una definizione precisa di cosa "most valuable" significhi, ma lascia invece il giudizio ai singoli votanti.
I prima base, con 35 vincitori, sono coloro che si sono aggiudicati più premi tra gli interni, seguiti dai seconda base (16), terza base (15) e interbases (15). Dei 24 lanciatori che hanno vinto il premio, 15 sono destri mentre 9 sono mancini. Walter Johnson, Carl Hubbell e Hal Newhouser sono gli unici lanciatori ad avere vinto il premio più di una volta, con Newhouser che lo vinse consecutivamente nel 1944 e 1945.
Hank Greenberg, Stan Musial, Alex Rodriguez e Robin Yount l'hanno vinto in ruoli diversi, mentre Rodriguez è l'unico ad averlo vinto in due ruoli diversi con due squadre diverse. Barry Bonds è il giocatore che ha vinto più volte (sette) e più volte consecutivamente (2001–04). Jimmie Foxx è stato il primo a vincerlo più di una volta; 9 giocatori lo hanno vinto tre volte e 19 due volte. Frank Robison è l'unico ad averlo vinto sia nell'American che nella National League.
L'unico caso di parità nella National League è avvenuto nel 1979, quando Keith Hernandez e Willie Stargell ricevettore lo stesso numero di voti. Ci sono stati 18 vincitori unanimi. I New York Yankees hanno avuto tra le loro file il maggior numero di giocatori che hanno vinto il premio, 22, seguiti dai St. Louis Cardinals con 17. Il premio non è mai stato assegnato a un giocatore delle quattro seguenti squadre: Arizona Diamondbacks, Miami Marlins, New York Mets, e Tampa Bay Rays.
Negli ultimi decenni, i lanciatori si sono aggiudicati raramente il premio. Quando Justin Verlander vinse il premio dell'AL nel 2011, divenne il primo lanciatore MVP delle due leghe da Dennis Eckersley nel 1992. Verlander è divenne inoltre il primo lanciatore partente a vincere il riconoscimento da Roger Clemens nel 1986. La National League è rimasta ancora più tempo senza un lanciatore come MVP: dal premio di Bob Gibson nel 1968, nessun altro lanciatore ha vinto prima di Clayton Kershaw nel 2014.

## Riconoscimenti

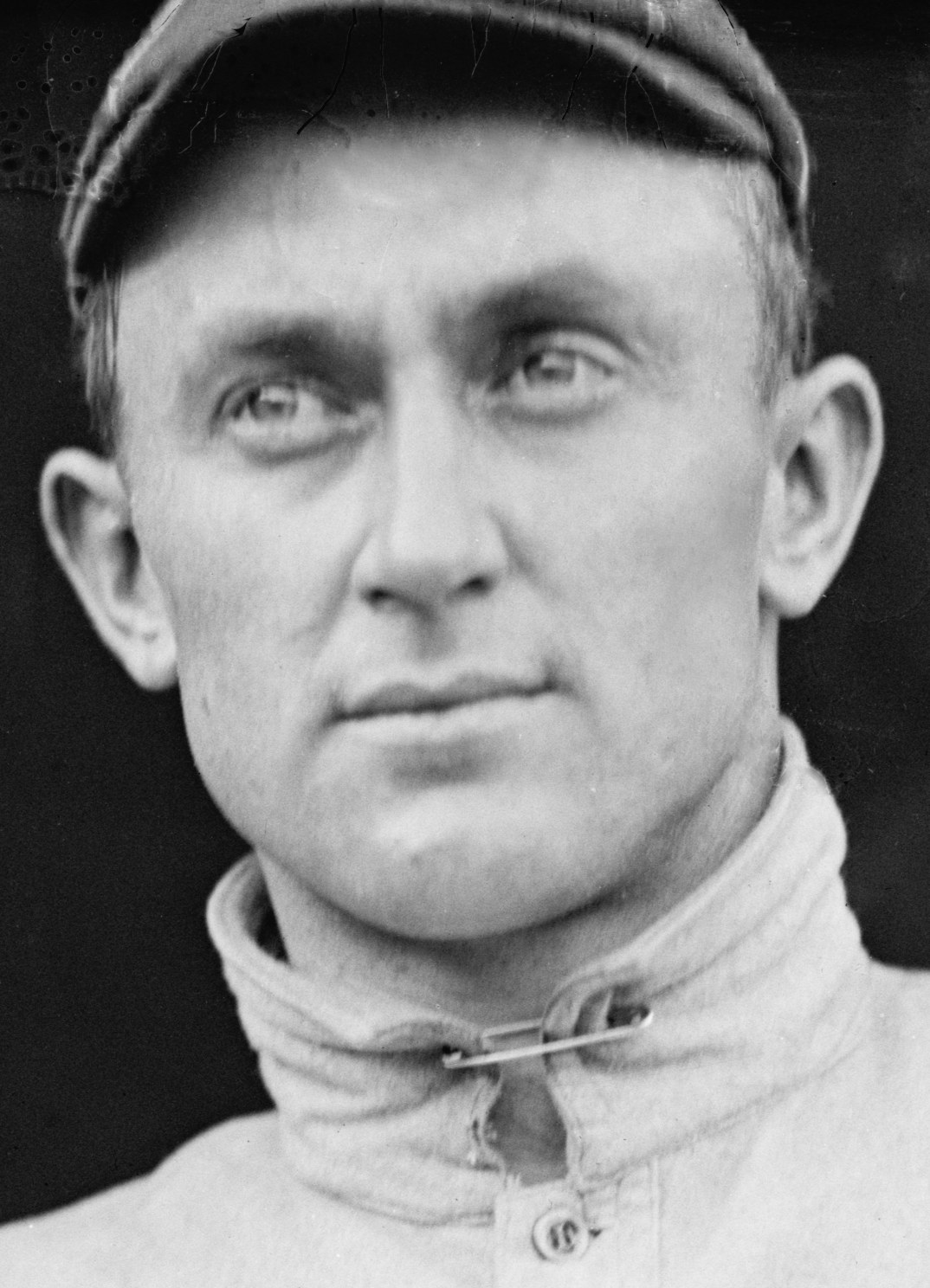
Ty Cobb è stato il primo a vincere il Chalmers Award dell'American League nel 1911

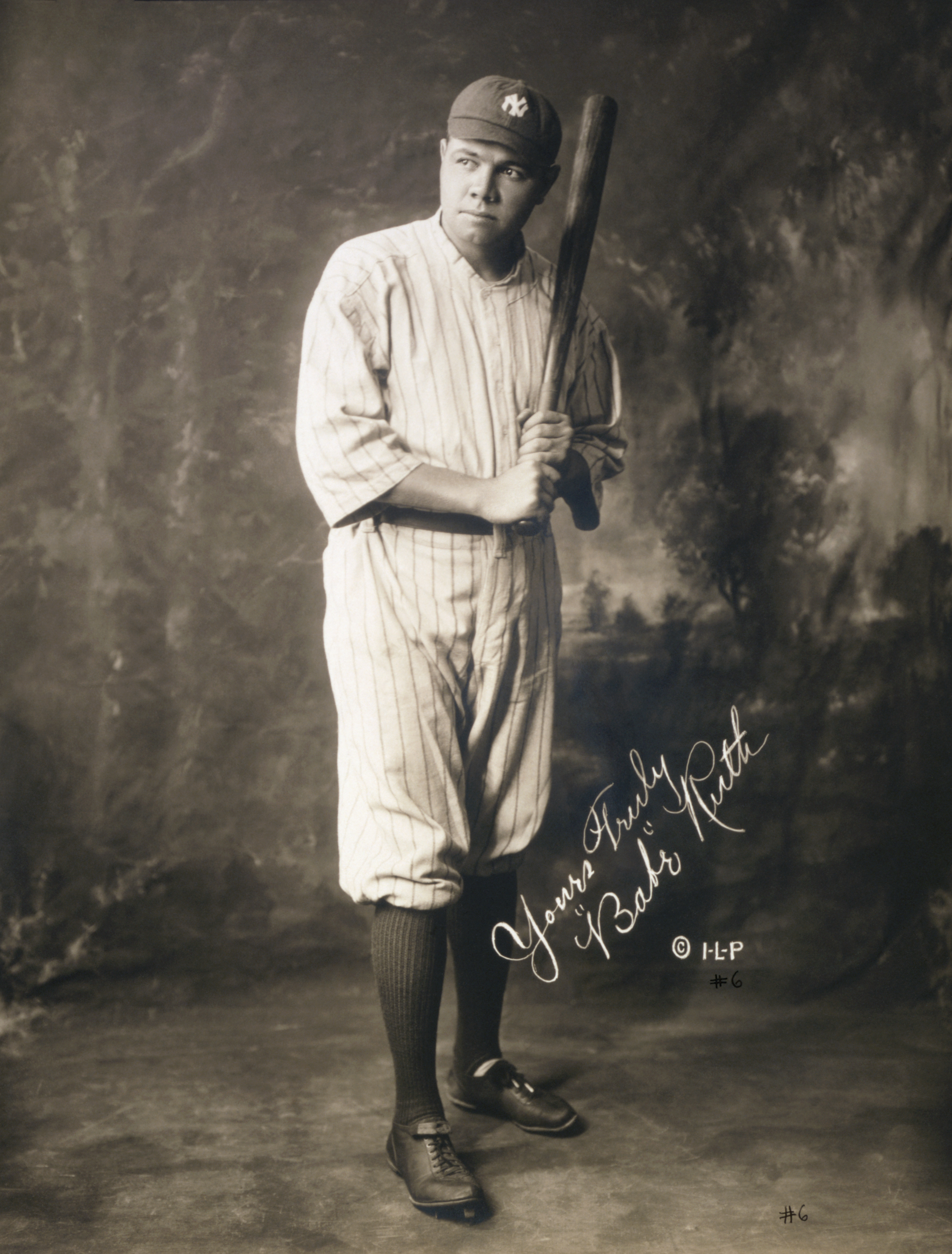
Babe Ruth non poté ottenere il riconoscimento nel 1927 poiché le regole dell'American League impedivano a chi aveva lo aveva già vinto di essere nuovamente premiato

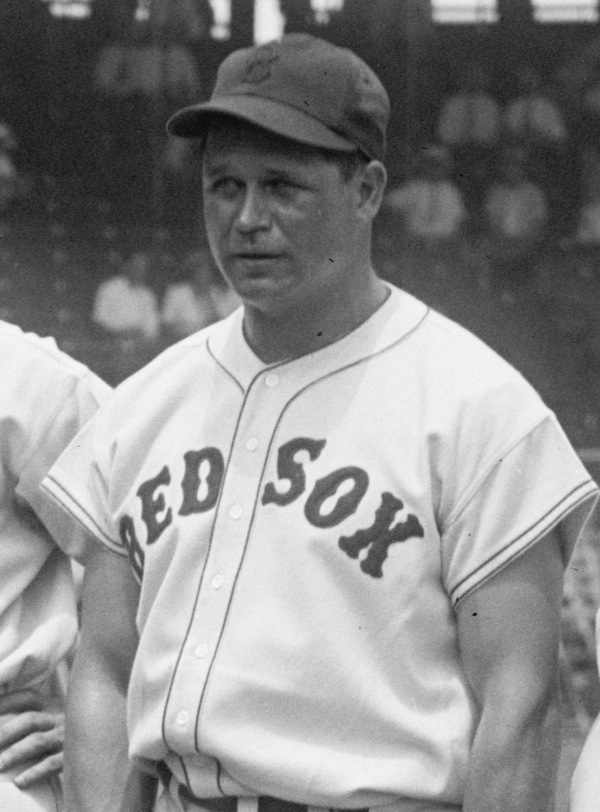
Jimmie Foxx è stato il primo a vincere tre volte il premio

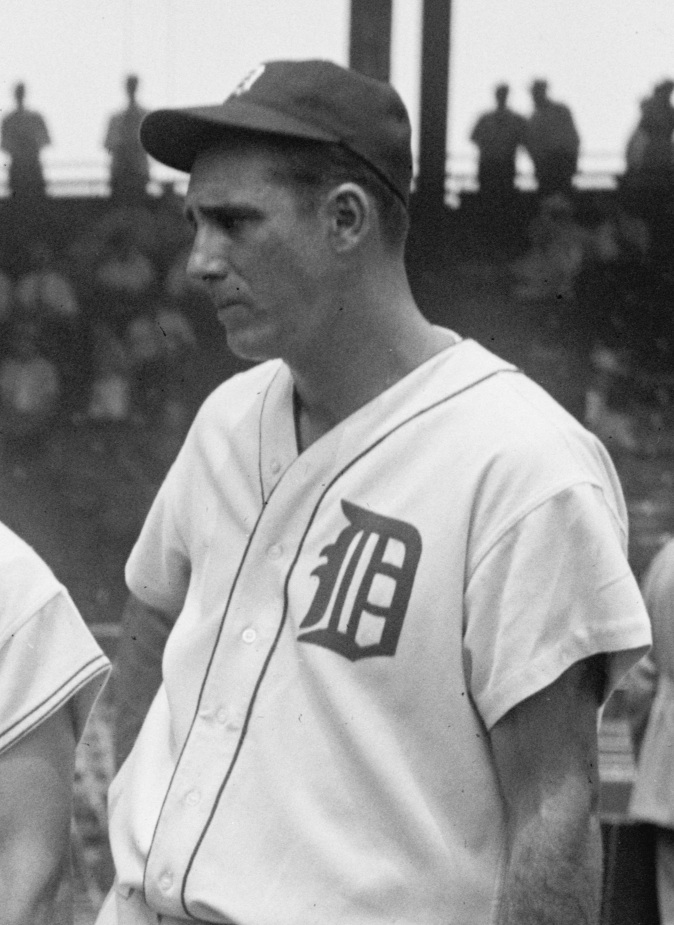
L'Hall of Famer e 2 volte MVP, Hank Greenberg

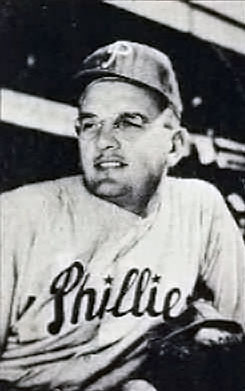
Jim Konstanty, l'unico lanciatore di rilievo ad avere vinto il premio della National League nel 1950

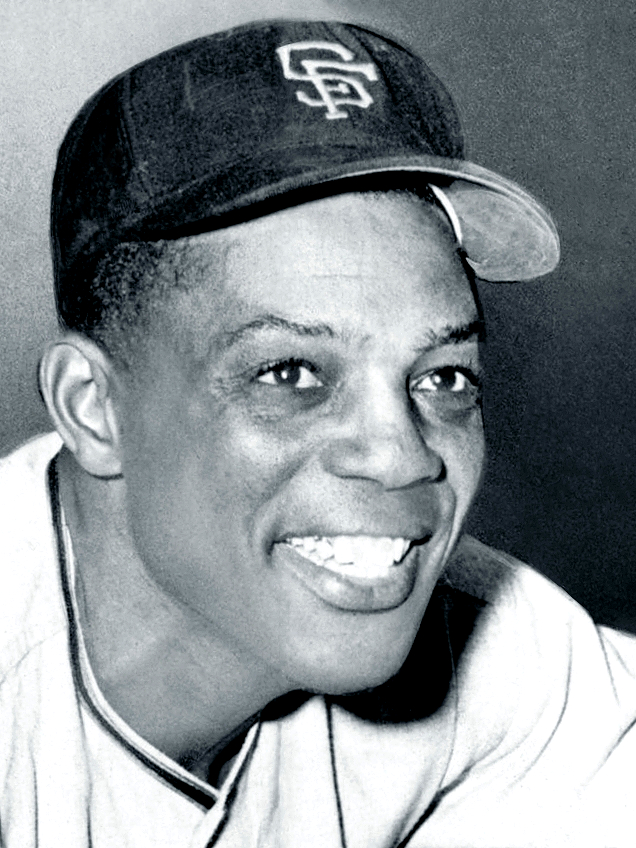
L'Hall of Famer Willie Mays vinse il premio nel 1954 e nel 1965 con la stessa squadra ma in diverse città

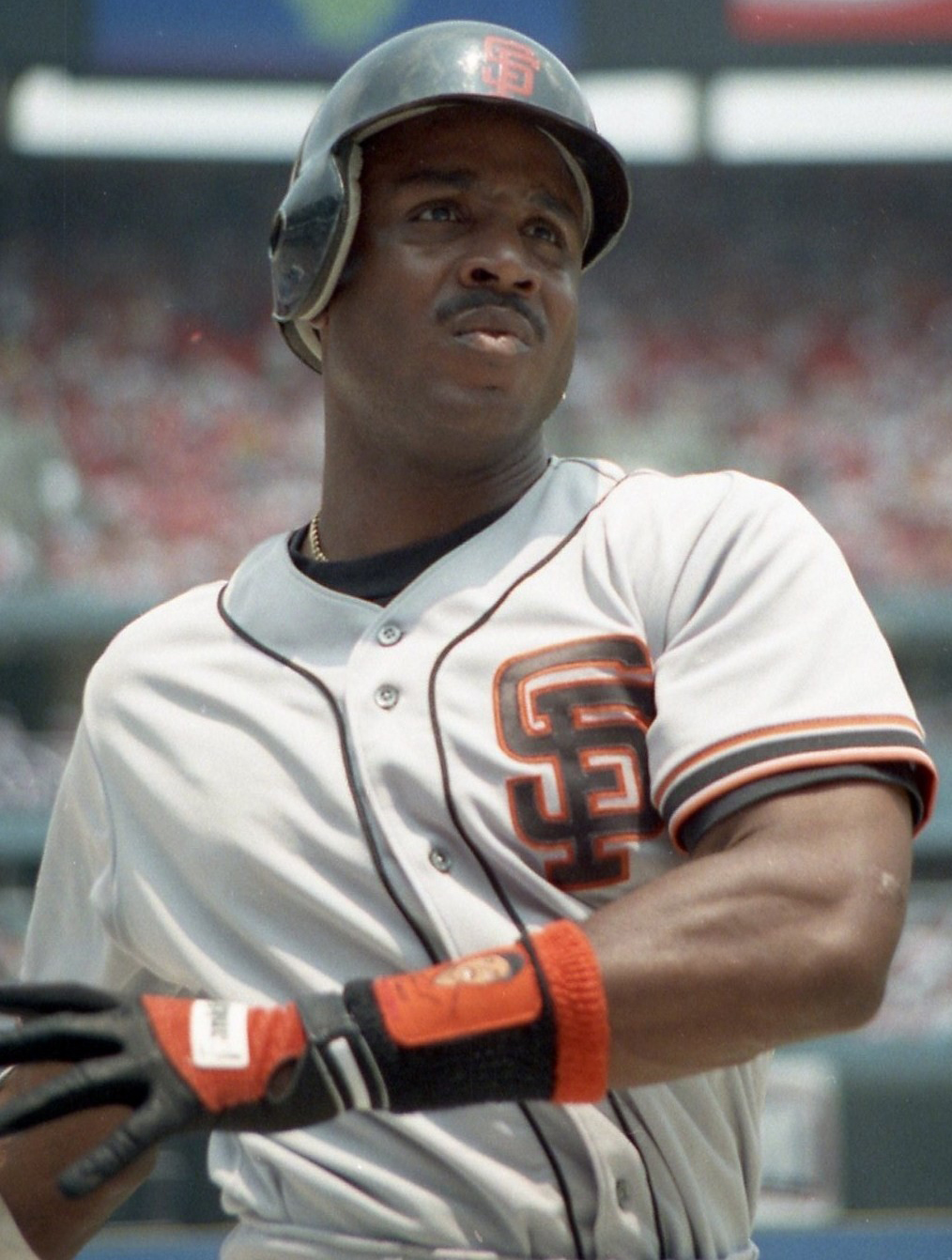
I sette titoli di MVP di Barry Bonds sono il numero massimo vinto da un giocatore

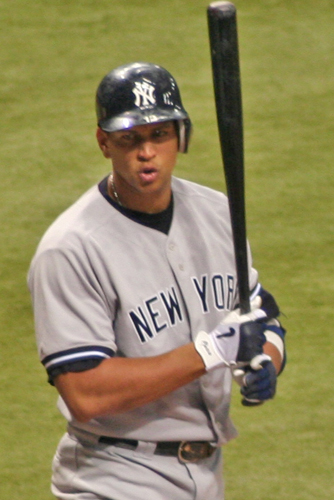
Alex Rodriguez ha vinto il premio in due diversi ruoli per due diverse squadre

Albert Pujols ha vinto il premio tre volte, tutte come prima base dei St. Louis Cardinals

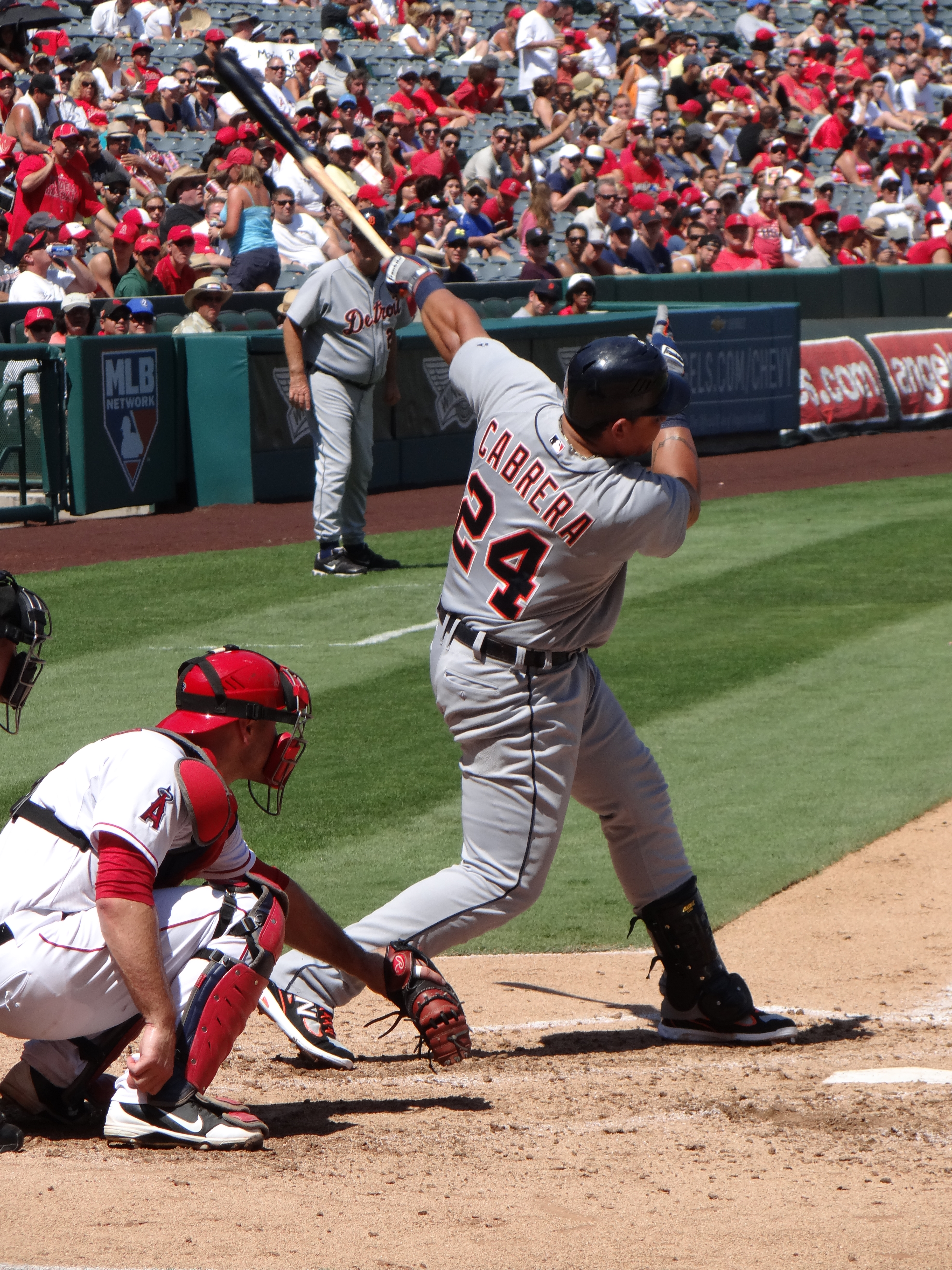
Miguel Cabrera ha vinto due titoli della AL consecutivi nel 2012-13

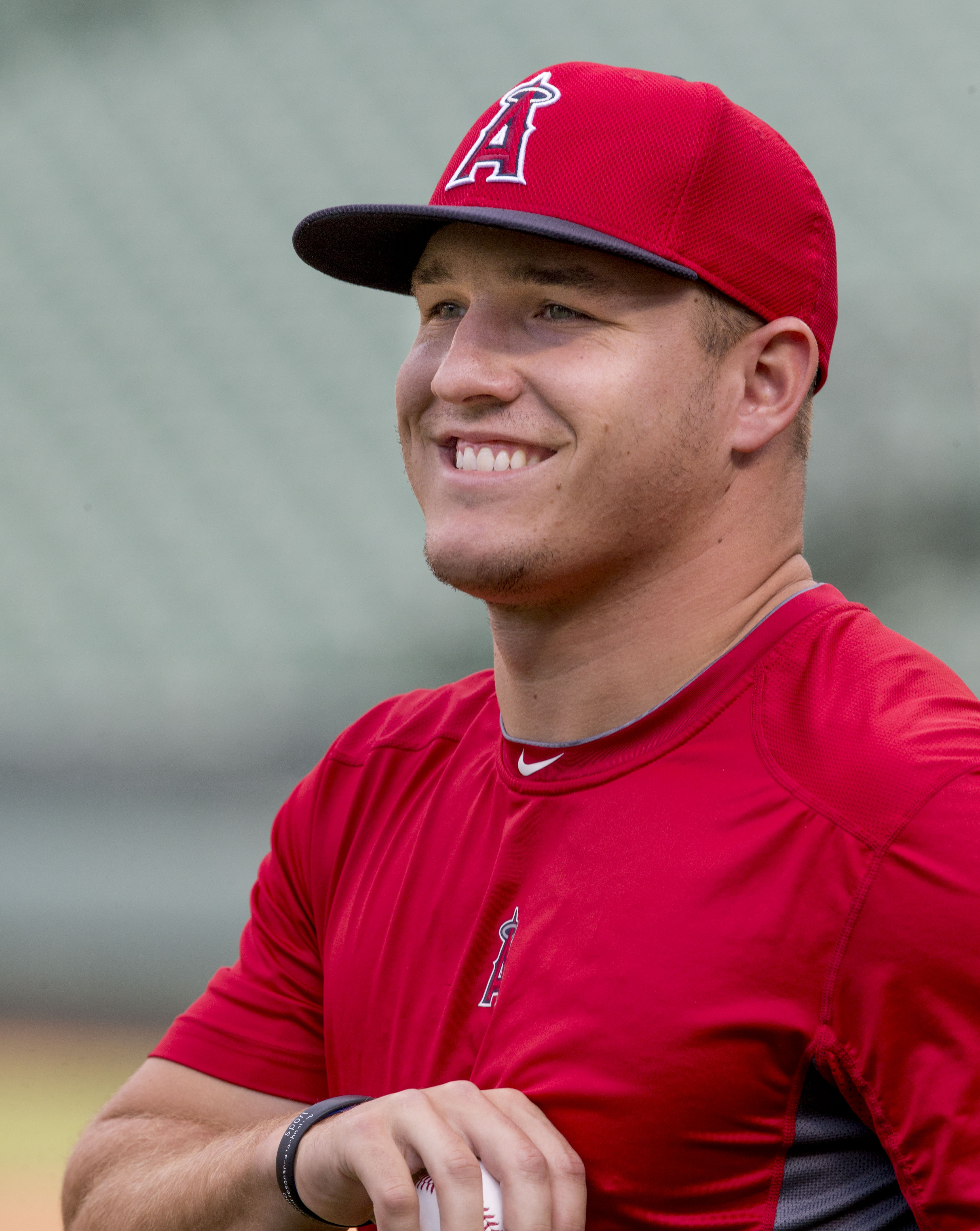
Mike Trout ha vinto il premio di AL MVP tre volte

### Chalmers Award (1911-1914)
| Anno | National League                    | American League                           |
| ---- | ---------------------------------- | ----------------------------------------- |
| 1911 | Frank Schulte, Chicago Cubs, OF    | Ty Cobb, Detroit Tigers, OF               |
| 1912 | Larry Doyle, New York Giants, 2B   | Tris Speaker, Boston Red Sox, OF          |
| 1913 | Jake Daubert, Brooklyn Dodgers, 1B | Walter Johnson, Washington Senators, P    |
| 1914 | Johnny Evers, Boston Braves, 2B    | Eddie Collins, Philadelphia Athletics, 2B |

### League Award (1922-1929)
| Anno | National League                         | American League                            |
| ---- | --------------------------------------- | ------------------------------------------ |
| 1922 | Nessun vincitore                        | George Sisler, St. Louis Browns, 1B        |
| 1923 | Nessun vincitore                        | Babe Ruth, New York Yankees, OF            |
| 1924 | Dazzy Vance, Brooklyn Robins, P         | Walter Johnson, Washington Senators, P     |
| 1925 | Rogers Hornsby, St. Louis Cardinals, 2B | Roger Peckinpaugh, Washington Senators, SS |
| 1926 | Bob O'Farrell, St. Louis Cardinals, C   | George Burns, Cleveland Indians, 1B        |
| 1927 | Paul Waner, Pittsburgh Pirates, OF      | Lou Gehrig, New York Yankees, 1B           |
| 1928 | Jim Bottomley, St. Louis Cardinals, 1B  | Mickey Cochrane, Philadelphia Athletics, C |
| 1929 | Rogers Hornsby, Chicago Cubs, 2B        | Nessun vincitore                           |

### MVP Award (1931-presente)
| Anno | National League                                                                  | American League                         |
| ---- | -------------------------------------------------------------------------------- | --------------------------------------- |
| 1931 | Frankie Frisch, St. Louis Cardinals, 2B                                          | Lefty Grove, Philadelphia Athletics, P  |
| 1932 | Chuck Klein, Philadelphia Phillies, OF                                           | Jimmie Foxx, Philadelphia Athletics, 1B |
| 1933 | Carl Hubbell, New York Giants, P                                                 | Jimmie Foxx, Philadelphia Athletics, 1B |
| 1934 | Dizzy Dean, St. Louis Cardinals, P                                               | Mickey Cochrane, Detroit Tigers, C      |
| 1935 | Gabby Hartnett, Chicago Cubs, C                                                  | Hank Greenberg, Detroit Tigers, 1B      |
| 1936 | Carl Hubbell, New York Giants, P                                                 | Lou Gehrig, New York Yankees, 1B        |
| 1937 | Joe Medwick, St. Louis Cardinals, OF                                             | Charlie Gehringer, Detroit Tigers, 2B   |
| 1938 | Ernie Lombardi, Cincinnati Reds, C                                               | Jimmie Foxx, Boston Red Sox, 1B         |
| 1939 | Bucky Walters, Cincinnati Reds, P                                                | Joe DiMaggio, New York Yankees, OF      |
| 1940 | Frank McCormick, Cincinnati Reds, 1B                                             | Hank Greenberg, Detroit Tigers, OF      |
| 1941 | Dolph Camilli, Brooklyn Dodgers, 1B                                              | Joe DiMaggio, New York Yankees, OF      |
| 1942 | Mort Cooper, St. Louis Cardinals, P                                              | Joe Gordon, New York Yankees, 2B        |
| 1943 | Stan Musial, St. Louis Cardinals, OF                                             | Spud Chandler, New York Yankees, P      |
| 1944 | Marty Marion, St. Louis Cardinals, SS                                            | Hal Newhouser, Detroit Tigers, P        |
| 1945 | Phil Cavarretta, Chicago Cubs, 1B                                                | Hal Newhouser, Detroit Tigers, P        |
| 1946 | Stan Musial, St. Louis Cardinals, 1B                                             | Ted Williams, Boston Red Sox, OF        |
| 1947 | Bob Elliott, Boston Braves, 3B                                                   | Joe DiMaggio, New York Yankees, OF      |
| 1948 | Stan Musial, St. Louis Cardinals, OF                                             | Lou Boudreau, Cleveland Indians, SS     |
| 1949 | Jackie Robinson, Brooklyn Dodgers, 2B                                            | Ted Williams, Boston Red Sox, OF        |
| 1950 | Jim Konstanty, Philadelphia Phillies, P                                          | Phil Rizzuto, New York Yankees, SS      |
| 1951 | Roy Campanella, Brooklyn Dodgers, C                                              | Yogi Berra, New York Yankees, C         |
| 1952 | Hank Sauer, Chicago Cubs, OF                                                     | Bobby Shantz, Philadelphia Athletics, P |
| 1953 | Roy Campanella, Brooklyn Dodgers, C                                              | Al Rosen, Cleveland Indians, 3B         |
| 1954 | Willie Mays, New York Giants, OF                                                 | Yogi Berra, New York Yankees, C         |
| 1955 | Roy Campanella, Brooklyn Dodgers, C                                              | Yogi Berra, New York Yankees, C         |
| 1956 | Don Newcombe, Brooklyn Dodgers, P                                                | Mickey Mantle, New York Yankees, OF     |
| 1957 | Hank Aaron, Milwaukee Braves, OF                                                 | Mickey Mantle, New York Yankees, OF     |
| 1958 | Ernie Banks, Chicago Cubs, SS                                                    | Jackie Jensen, Boston Red Sox, OF       |
| 1959 | Ernie Banks, Chicago Cubs, SS                                                    | Nellie Fox, Chicago White Sox, 2B       |
| 1960 | Dick Groat, Pittsburgh Pirates, SS                                               | Roger Maris, New York Yankees, OF       |
| 1961 | Frank Robinson, Cincinnati Reds, OF                                              | Roger Maris, New York Yankees, OF       |
| 1962 | Maury Wills, Los Angeles Dodgers, SS                                             | Mickey Mantle, New York Yankees, OF     |
| 1963 | Sandy Koufax, Los Angeles Dodgers, P                                             | Elston Howard, New York Yankees, C      |
| 1964 | Ken Boyer, St. Louis Cardinals, 3B                                               | Brooks Robinson, Baltimore Orioles, 3B  |
| 1965 | Willie Mays, San Francisco Giants, OF                                            | Zoilo Versalles, Minnesota Twins, SS    |
| 1966 | Roberto Clemente, Pittsburgh Pirates, OF                                         | Frank Robinson, Baltimore Orioles, OF   |
| 1967 | Orlando Cepeda, St. Louis Cardinals, 1B                                          | Carl Yastrzemski, Boston Red Sox, OF    |
| 1968 | Bob Gibson, St. Louis Cardinals, P                                               | Denny McLain, Detroit Tigers, P         |
| 1969 | Willie McCovey, San Francisco Giants, 1B                                         | Harmon Killebrew, Minnesota Twins, 3B   |
| 1970 | Johnny Bench, Cincinnati Reds, C                                                 | Boog Powell, Baltimore Orioles, 1B      |
| 1971 | Joe Torre, St. Louis Cardinals, 3B                                               | Vida Blue, Oakland Athletics, P         |
| 1972 | Johnny Bench, Cincinnati Reds, C                                                 | Dick Allen, Chicago White Sox, 1B       |
| 1973 | Pete Rose, Cincinnati Reds, OF                                                   | Reggie Jackson, Oakland Athletics, OF   |
| 1974 | Steve Garvey, Los Angeles Dodgers, 1B                                            | Jeff Burroughs, Texas Rangers, OF       |
| 1975 | Joe Morgan, Cincinnati Reds, 2B                                                  | Fred Lynn, Boston Red Sox, OF           |
| 1976 | Joe Morgan, Cincinnati Reds, 2B                                                  | Thurman Munson, New York Yankees, C     |
| 1977 | George Foster, Cincinnati Reds, OF                                               | Rod Carew, Minnesota Twins, 1B          |
| 1978 | Dave Parker, Pittsburgh Pirates, OF                                              | Jim Rice, Boston Red Sox, OF            |
| 1979 | Keith Hernandez, St. Louis Cardinals, 1B Willie Stargell, Pittsburgh Pirates, 1B | Don Baylor, California Angels, DH       |
| 1980 | Mike Schmidt, Philadelphia Phillies, 3B                                          | George Brett, Kansas City Royals, 3B    |
| 1981 | Mike Schmidt, Philadelphia Phillies, 3B                                          | Rollie Fingers, Milwaukee Brewers, P    |
| 1982 | Dale Murphy, Atlanta Braves, OF                                                  | Robin Yount, Milwaukee Brewers, SS      |
| 1983 | Dale Murphy, Atlanta Braves, OF                                                  | Cal Ripken, Jr., Baltimore Orioles, SS  |
| 1984 | Ryne Sandberg, Chicago Cubs, 2B                                                  | Willie Hernandez, Detroit Tigers, P     |
| 1985 | Willie McGee, St. Louis Cardinals, OF                                            | Don Mattingly, New York Yankees, 1B     |
| 1986 | Mike Schmidt, Philadelphia Phillies, 3B                                          | Roger Clemens, Boston Red Sox, P        |
| 1987 | Andre Dawson, Chicago Cubs, OF                                                   | George Bell, Toronto Blue Jays, OF      |
| 1988 | Kirk Gibson, Los Angeles Dodgers, OF                                             | José Canseco, Oakland Athletics, OF     |
| 1989 | Kevin Mitchell, San Francisco Giants, OF                                         | Robin Yount, Milwaukee Brewers, OF      |
| 1990 | Barry Bonds, Pittsburgh Pirates, OF                                              | Rickey Henderson, Oakland Athletics, OF |
| 1991 | Terry Pendleton, Atlanta Braves, 3B                                              | Cal Ripken, Jr., Baltimore Orioles, SS  |
| 1992 | Barry Bonds, Pittsburgh Pirates, OF                                              | Dennis Eckersley, Oakland Athletics, P  |
| 1993 | Barry Bonds, San Francisco Giants, OF                                            | Frank Thomas, Chicago White Sox, 1B     |
| 1994 | Jeff Bagwell, Houston Astros, 1B                                                 | Frank Thomas, Chicago White Sox, 1B     |
| 1995 | Barry Larkin, Cincinnati Reds, SS                                                | Mo Vaughn, Boston Red Sox, 1B           |
| 1996 | Ken Caminiti, San Diego Padres, 3B                                               | Juan González, Texas Rangers, OF        |
| 1997 | Larry Walker, Colorado Rockies, OF                                               | Ken Griffey Jr., Seattle Mariners, OF   |
| 1998 | Sammy Sosa, Chicago Cubs, OF                                                     | Juan González, Texas Rangers, OF        |
| 1999 | Chipper Jones, Atlanta Braves, 3B                                                | Iván Rodríguez, Texas Rangers, C        |
| 2000 | Jeff Kent, San Francisco Giants, 2B                                              | Jason Giambi, Oakland Athletics, 1B     |
| 2001 | Barry Bonds, San Francisco Giants, OF                                            | Ichirō Suzuki, Seattle Mariners, OF     |
| 2002 | Barry Bonds, San Francisco Giants, OF                                            | Miguel Tejada, Oakland Athletics, SS    |
| 2003 | Barry Bonds, San Francisco Giants, OF                                            | Alex Rodriguez, Texas Rangers, SS       |
| 2004 | Barry Bonds, San Francisco Giants, OF                                            | Vladimir Guerrero, Anaheim Angels, OF   |
| 2005 | Albert Pujols, St. Louis Cardinals, 1B                                           | Alex Rodriguez, New York Yankees, 3B    |
| 2006 | Ryan Howard, Philadelphia Phillies, 1B                                           | Justin Morneau, Minnesota Twins, 1B     |
| 2007 | Jimmy Rollins, Philadelphia Phillies, SS                                         | Alex Rodriguez, New York Yankees, 3B    |
| 2008 | Albert Pujols, St. Louis Cardinals, 1B                                           | Dustin Pedroia, Boston Red Sox, 2B      |
| 2009 | Albert Pujols, St. Louis Cardinals, 1B                                           | Joe Mauer, Minnesota Twins, C           |
| 2010 | Joey Votto, Cincinnati Reds, 1B                                                  | Josh Hamilton, Texas Rangers, OF        |
| 2011 | Ryan Braun, Milwaukee Brewers, OF                                                | Justin Verlander, Detroit Tigers, P     |
| 2012 | Buster Posey, San Francisco Giants, C                                            | Miguel Cabrera, Detroit Tigers, 3B      |
| 2013 | Andrew McCutchen, Pittsburgh Pirates, OF                                         | Miguel Cabrera, Detroit Tigers, 3B      |
| 2014 | Clayton Kershaw, L.A. Dodgers, P                                                 | Mike Trout, Los Angeles Angels, OF      |
| 2015 | Bryce Harper, Wash. Nationals, OF                                                | Josh Donaldson, Toronto Blue Jays, 3B   |
| 2016 | Kris Bryant, Chicago Cubs, 3B                                                    | Mike Trout, Los Angeles Angels, OF      |
| 2017 | Giancarlo Stanton, Miami Marlins, OF                                             | José Altuve, Houston Astros, 2B         |
| 2018 | Christian Yelich, Milwaukee Brewers, OF                                          | Mookie Betts, Boston Red Sox, OF        |
| 2019 | Cody Bellinger, Los Angeles Dodgers 1B                                           | Mike Trout, Los Angeles Angels, OF      |
| 2020 | Freddie Freeman, Atlanta Braves 1B                                               | José Abreu, Chicago White Sox, 1B       |
| 2021 | Bryce Harper, Philadelphia Phillies OF                                           | Shohei Ohtani, Los Angeles Angels, DH/P |
| 2022 | Paul Goldschmidt, St. Louis Cardinals 1B                                         | Aaron Judge, New York Yankees, OF       |
| 2023 | Ronald Acuña Jr., Atlanta Braves OF                                              | Shohei Ohtani, Los Angeles Angels, DH/P |
| 2024 | Shohei Ohtani, Los Angeles Dodgers, DH/P                                         | Aaron Judge, New York Yankees OF        |

Legenda:

P = Pitcher (Lanciatore), C = Catcher (Ricevitore), 1B = Prima base, 2B = Seconda base, 3B = Terza base, SS = Shortstop (Interbase), OF = Outfielder (Esterno), DH = Designated Hitter (Battitore designato)

## Giocatori plurivincitori
| Giocatore       | Vittorie | Anni                                     |
| --------------- | -------- | ---------------------------------------- |
| Barry Bonds     | 7        | 1990, 1992, 1993, 2001, 2002, 2003, 2004 |
| Yogi Berra      | 3        | 1951, 1954, 1955                         |
| Roy Campanella  | 3        | 1951, 1953, 1955                         |
| Joe DiMaggio    | 3        | 1939, 1941, 1947                         |
| Jimmie Foxx     | 3        | 1932, 1933, 1938                         |
| Mickey Mantle   | 3        | 1956, 1957, 1962                         |
| Stan Musial     | 3        | 1943, 1946, 1948                         |
| Shohei Ohtani   | 3        | 2021, 2023, 2024                         |
| Albert Pujols   | 3        | 2005, 2008, 2009                         |
| Mike Schmidt    | 3        | 1980, 1981, 1986                         |
| Alex Rodriguez  | 3        | 2003, 2005, 2007                         |
| Mike Trout      | 3        | 2014, 2016, 2019                         |
| Ernie Banks     | 2        | 1958, 1959                               |
| Johnny Bench    | 2        | 1970, 1972                               |
| Miguel Cabrera  | 2        | 2012, 2013                               |
| Mickey Cochrane | 2        | 1928, 1934                               |
| Lou Gehrig      | 2        | 1927, 1936                               |
| Juan González   | 2        | 1996, 1998                               |
| Hank Greenberg  | 2        | 1935, 1940                               |
| Bryce Harper    | 2        | 2015, 2021                               |
| Rogers Hornsby  | 2        | 1925, 1929                               |
| Carl Hubbell    | 2        | 1933, 1936                               |
| Walter Johnson  | 2        | 1913, 1924                               |
| Roger Maris     | 2        | 1960, 1961                               |
| Willie Mays     | 2        | 1954, 1965                               |
| Joe Morgan      | 2        | 1975, 1976                               |
| Dale Murphy     | 2        | 1982, 1983                               |
| Hal Newhouser   | 2        | 1944, 1945                               |
| Cal Ripken, Jr. | 2        | 1983, 1991                               |
| Frank Robinson  | 2        | 1961, 1966                               |
| Frank Thomas    | 2        | 1993, 1994                               |
| Ted Williams    | 2        | 1946, 1949                               |
| Robin Yount     | 2        | 1982, 1989                               |
| Aaron Judge     | 2        | 2022, 2024                               |

## Vittorie per Squadra
| Squadra                               | Vittorie |
| ------------------------------------- | -------- |
| New York Yankees                      | 23       |
| St. Louis Cardinals                   | 21       |
| New York/San Francisco Giants         | 14       |
| Brooklyn/Los Angeles Dodgers          | 14       |
| Philadelphia/Oakland Athletics        | 13       |
| Cincinnati Reds                       | 12       |
| Boston Red Sox                        | 11       |
| Detroit Tigers                        | 10       |
| Chicago Cubs                          | 9        |
| Philadelphia Phillies                 | 8        |
| Washington Senators/Minnesota Twins   | 8        |
| Pittsburgh Pirates                    | 7        |
| Boston/Milwaukee/Atlanta Braves       | 7        |
| Texas Rangers                         | 7        |
| St. Louis Browns/Baltimore Orioles    | 6        |
| California/Anaheim/Los Angeles Angels | 6        |
| Milwaukee Brewers                     | 5        |
| Chicago White Sox                     | 4        |
| Cleveland Indians/Guardians           | 3        |
| Seattle Mariners                      | 2        |
| Toronto Blue Jays                     | 2        |
| Houston Astros                        | 2        |
| Kansas City Royals                    | 1        |
| San Diego Padres                      | 1        |
| Colorado Rockies                      | 1        |
| Montreal Expos/Washington Nationals   | 1        |
| Miami Marlins                         | 1        |